# Rivière Chicot
Rivière Chicot är ett vattendrag i Kanada.   Det ligger i provinsen Québec, i den sydöstra delen av landet, 210 km öster om huvudstaden Ottawa.
Runt Rivière Chicot är det ganska tätbefolkat, med 80 invånare per kvadratkilometer.